# فرانکنشتاین (مینی‌سریال)
فرانکنشتاین (به انگلیسی: Frankenstein) عنوانی یک مینی سریال آمریکایی است که توسط کوین کانر کارگردانی و توسط جیمز وایلبرگر تهیه شده و در سال ۲۰۰۴ از تلویزیون آمریکا پخش گردیده‌است. موسیقی این اثر به عهده راجر بلین بوده و تدوین سریال را جنیفر جین کاساواس انجام داده‌است. این سریال از روی رمانی به همین نام نوشته مری شلی ساخته شده‌است و بیشتر از سایر اقتباس‌ها، به رمانِ اصلی وفادار است. مدت زمان کامل این مجموعه، دویست و چهار دقیقه است.

## بازیگران
- لوک گاس
- الک نیومن
- جولی دلپی
- نیکول لوئیس
- ویلیام هرت

## پخش در ایران
این مینی سریال توسط شرکت فرهنگی هنری قرن بیست و یکم دوبله و به صورت یک فیلم ویدئویی صد و چهل و هشت دقیقه ای پخش گردید.